# Organe conventionnel
Un organe conventionnel est un type d'entité internationale indépendante, établie par un traité, qui ne dépend pas directement d'une organisation internationale.
Selon la Commission du droit international de l'ONU, il s'agit d'un « organe composé d’experts siégeant à titre individuel, qui est institué en vertu d'un traité et qui n’est pas un organe d’une organisation internationale. »

## Liste d'organes conventionnels
| Traité                                                                                       | Organe conventionnel du traité en question               | Création | Siège     |
| -------------------------------------------------------------------------------------------- | -------------------------------------------------------- | -------- | --------- |
| Convention contre la torture et autres peines ou traitements cruels, inhumains ou dégradants | Comité contre la torture                                 | 1987     | Genève    |
| International Covenant on Civil and Political Rights                                         | Comité des droits de l'homme (CCPR)                      | 1977     | Genève    |
| Convention unique sur les stupéfiants de 1961                                                | Organe international de contrôle des stupéfiants (OICS)  | 1968     | Vienne    |
| Convention sur les substances psychotropes de 1971                                           | Organe international de contrôle des stupéfiants (OICS)  | 1968     | Vienne    |
| 1988 Convention Against Illicit Traffic in Narcotic Drugs and Psychotropic Substances        | Organe international de contrôle des stupéfiants (OICS)  | 1968     | Vienne    |
| International Convention for the Regulation of Whaling                                       | Commission baleinière internationale (IWC)               | 1946     | Impington |
| Convention sur la diversité biologique                                                       | Secrétariat de la Convention sur la diversité biologique | 1992     | Montréal  |
| Protocole de Carthagène sur la prévention des risques biotechnologiques                      | Secrétariat de la Convention sur la diversité biologique | 1992     | Montréal  |
| Protocole de Nagoya                                                                          | Secrétariat de la Convention sur la diversité biologique | 1992     | Montréal  |
| Convention internationale pour la protection des obtentions végétales                        | Union pour la protection des obtentions végétales (UPOV) | 1968     | Genève    |